# だっぺ帝国の逆襲
だっぺ帝国の逆襲（だっぺていこくのぎゃくしゅう）は、LuckyFM茨城放送で毎週水曜日に生放送されるラジオ番組である。パーソナリティは茨城王が務める。

## 概要
茨城県久慈郡大子町在住の漫画家・佐藤ダインと監修を担当する茨城王が手を組み、小学館のウェブ漫画サービス『P+D Magazine』で連載している『だっぺ帝国の逆襲』とのタイアップ番組である。
『だっぺ帝国の逆襲』で取り上げている内容の解説、茨城に関するゲストとのトーク、地域の話題を主とするローカル番組である。

## 放送内容
- 今週のだっぺ帝国
- ゲスト／特集コーナー
- 茨城弁ごじゃっぺかるた
- 茨城ゆかりのアーティストの曲

### ゲスト/特集コーナー
| 放送日   | ゲスト/特集                                         |
| -------- | --------------------------------------------------- |
| 20/4/1   | ゲスト:佐藤ダイン（漫画家）                         |
| 20/4/8   | ゲスト:ジョン中山(ジャズピアニスト）                |
| 20/4/15  | ゲスト:ちゃんみよ（ちゃんみよTV）                   |
| 20/4/22  | ゲスト:八千代あきら（ムード歌謡歌手）               |
| 20/4/29  | ゲスト:小沼広太（小太郎物産CEO）                    |
| 20/5/6   | ゲスト:岡田裕喜(Bandoeats）                         |
| 20/5/13  | ゲスト:RIKA（チョークアーティスト）                 |
| 20/5/20  | ゲスト:多田郷（旅人cafe TOY BOX）                   |
| 20/5/27  | ゲスト:澤田臣男（澤田茶園）                         |
| 20/6/3   | ゲスト:淺野勝盛                                     |
| 20/6/10  | ゲスト:オスペンギン                                 |
| 20/6/17  | ゲスト:木村さおり                                   |
| 20/6/24  | ゲスト:佐藤ダイン                                   |
| 20/7/1   | ゲスト:青木豊 (写真家)                              |
| 20/7/8   | ゲスト:野口憲一（野口農園）                         |
| 20/7/15  | ゲスト:星野リゾート BEB5土浦 広報                   |
| 20/7/22  | ゲスト:クジライヨシユキ（Kujuプロダクション）       |
| 20/7/29  | ゲスト:木川尚紀（歌手）                             |
| 20/8/5   | ゲスト:すいたんすいこう                             |
| 20/8/12  | ゲスト:羽富勝信（ロコレディ R2cafe）                |
| 20/8/19  | ゲスト:青木智也 (水戸ホーリーホックeスポーツチーム) |
| 20/8/26  | ゲスト:勝手につくば大使 コム                        |
| 20/9/2   | ゲスト:矢中隆 （パティスリー オディール）           |
| 20/9/9   | ゲスト:赤プル                                       |
| 20/9/16  | ゲスト:山田径子（霞ヶ浦KOHANロック）                |
| 20/9/23  | ゲスト:愛田美樹                                     |
| 20/9/30  | ゲスト:佐藤ダイン                                   |
| 20/10/7  | ゲスト:岡見正仁（鹿嶋ご当地アイドルプロジェクト）   |
| 20/10/14 | ゲスト:高安泰二（喰い道楽 すみよし）                |
| 20/10/21 | 特集:「いばたん」高校生コンテスト2020               |
| 20/10/28 | ゲスト:井坂紀元（いばらき食文化研究会）             |
| 20/11/4  | キックボクシング「DEAD HEAT」かおり選手             |
| 20/11/11 | 特集:第2回ごじゃっぺかるた大会                      |
| 20/11/18 | 特集:Ibaraki Grandmos Market                        |
| 20/11/25 | 特集:こがにゃんこ                                   |
| 20/12/2  | 特集:水海道あすなろの里 里カフェ                    |
| 20/12/9  | 特集:チョークアート展 RIKA×Omitama Shigoto          |
| 20/12/16 | 特集:かすマラ川柳（茨城弁の応援川柳企画）           |
| 20/12/23 | 特集:しょーびき餅                                   |
| 20/12/30 | 特集:244バーガー/森の石窯パン屋さん                 |
| 21/1/6   | 特集:絶リン☆歯グキ（サンパウロ岡澤）                |
| 21/1/13  | 特集:芋千                                           |
| 21/1/20  | 特集:いなのすけ市場                                 |
| 21/1/27  | 特集:茨城の節分                                     |
| 21/2/3   | 特集:NPO法人 ちゃんみよTV                           |
| 21/2/10  | 特集:クラセル桜川・加波山市場                       |
|          | 特集:茨城弁の地域差                                 |
|          | 特集:茨城弁と武州弁                                 |
|          | 特集:つくばみらい市「電気バス」                     |
|          | 特集:「水戸を見とけ」本人解説                       |
|          | 特集:JK、外国人の彼氏から本日の日本を気づかされる   |
|          | 特集:一年目を振り返って                             |
|          | 特集:茨城弁リスニング入門                           |
|          | 特集:スポンサーさん初ゲスト                         |
|          | 特集:JK、外国人の彼氏から本日の日本を気づかされる   |
|          | 特集:茨城弁リスニング入門（2）                      |
|          | 特集:本人解説「田んぼ is my life」                  |
|          | 特集:ちゃんみよTV                                   |
|          | 特集:今月のとれたて情報（）                         |

| 放送日 | アーティスト |
| ------ | ------------ |

## 放送時間

### 現在の放送時間
- 毎週水曜日 20:00 - 21:00（2020年9月30日 - 2020年12月23日、2021年3月31日 - ）

### 過去の放送時間
- 毎週水曜日 20:00 - 20:55（2021年1月6日 - 2021年3月24日）
- 毎週水曜日 20:30 - 21:30（2020年4月1日 - 2020年9月23日）